# Великі клопоти через маленького хлопчика
«Великі клопоти через маленького хлопчика» (рос. «Большие хлопоты из-за маленького мальчика») — український радянський чорно-білий дитячий художній фільм режисерів Олександра Муратова і Веніаміна Васильківського.

## Сюжет
У київській кіностудії на зйомках фільму пропав маленький актор, п'ятирічний Боря. Досліджуючи кіностудію, хлопчик випадково бере участь в зйомках іншого фільму, а потім потрапляє всередину космічної ракети для дитячого майданчика, яку незабаром разом з хлопчиком вивозять з кіностудії…

## У ролях
- Петя Шелест — хлопчик Боря
- Марина Ловейко — подруга Борі
- Тетяна Пельтцер — бабуся Артура
- Володимир Олексієнко — старшина міліції
- Віктор Іванов — режисер-фантаст
- Ганя Оржешковська
- Марина Прокопенко
- Ігор Чернов — Артур
- Альоша Добровольський — Альоша
- В. Байдін
- Петро Вескляров — машиніст
- Ада Волошина — асистент режисера
- Георгій Георгіу — ілюзіоніст
- Володимир Губа — сценарист фантастичного фільму
- Віталій Дорошенко — дружинник
- Марія Капніст — єва, помічник режисера
- Олег Каравайчук — режисер дитячого фільму
- П. Копит
- Валентина Кошелєва — лейтенант міліції
- Олена Крапович — актриса фантастичного фільму
- Михайло Крамар — тато Альоші
- Маргарита Криницина — мама Альоші

## Творча група
- Автор сценарію: Онопрієнко Євген Федорович
- Режисери: Муратов Олександр Ігорович, Васильківський Веніамін
- Оператор: Яновський Соломон Лейбович
- Композитор: Губа Володимир Петрович